# Champdeniers
Champdeniers ist eine französische Gemeinde mit 1.791 Einwohnern (Stand 1. Januar 2022) im Département Deux-Sèvres in der Region Nouvelle-Aquitaine. Sie gehört zum Arrondissement Parthenay und zum Kanton Autize-Égray.
Die zuletzt offiziell mit dem Namen Champdeniers-Saint-Denis bezeichnete Gemeinde änderte ihre Bezeichnung mit Erlass N° 2018-956 vom 5. November 2018 auf den aktuellen Namen Champdeniers.

## Lage
Der Ort Champdeniers liegt am Flüsschen Egray, etwa 70 Kilometer (Fahrtstrecke) westlich von Poitiers und ca. 23 Kilometer nordöstlich von Niort. Die Kleinstadt Parthenay liegt ebenfalls etwa 23 Kilometer in nordöstlicher Richtung.

## Geschichte
Im Jahre 1469 weilte der französische König Ludwig XI. kurzzeitig in Champdeniers um in der Kirche Notre-Dame zu beten. Er war auf dem Weg nach Puyravault und Coulonges-sur-l’Autize, um dort eine Aussöhnung mit seinem jüngeren Bruder Karl von Valois zu erreichen, der sich – in einem Nachspiel des Hundertjährigen Krieges – auf die Seite des burgundischen Herzogs Karls des Kühnen gestellt hatte.

### Bevölkerungsentwicklung
Seit dem 1. Januar 1973 sind die ehemals eigenständigen Gemeinden Champdeniers, Saint-Denis und Champeaux zu einer Gemeinde zusammengeschlossen. Champeaux nahm dabei den Status einer Commune associée an. Mit Wirkung vom 1. Januar 2017 legte Champeaux diesen Status wieder zurück, der somit durch eine einfache Fusion ersetzt wurde.
| Jahr      | 1975 | 1982 | 1990 | 1999 | 2004 | 2006 | 2009 | 2017 |
| Einwohner | 1580 | 1518 | 1456 | 1491 | 1532 | 1569 | 1664 | 1666 |

## Sehenswürdigkeiten

### Sonstiges
Der wasserreiche Ort hatte im 18. Jahrhundert acht Gerbereien, von denen jedoch nur eine erhalten ist und besichtigt werden kann. Einige hübsche Waschhäuser finden sich im Umfeld der Stadt.
Unterhalb des Ortes erstreckt sich ein etwa zwei Kilometer langes unterirdisches Fluss- und Höhlensystem, welches während der trockenen Sommermonate besichtigt werden kann.